# Project Tiger
Le Project tiger (littéralement de l'anglais « projet tigre ») est un projet gouvernemental indien lancé le 1er avril 1973 et visant à protéger le Tigre du Bengale. Pour ce faire, il soutient et coordonne des projets locaux afin de maintenir une population viable de tigres dans leur environnement naturel, notamment dans les Wildlife Sanctuaries. Ainsi, le projet, sous la houlette du gouvernement, a contribué à l'augmentation de la population de tigres, de 1 200 à la fin des années 1970, à 3167 en avril 2023 selon les chiffres officiels. 

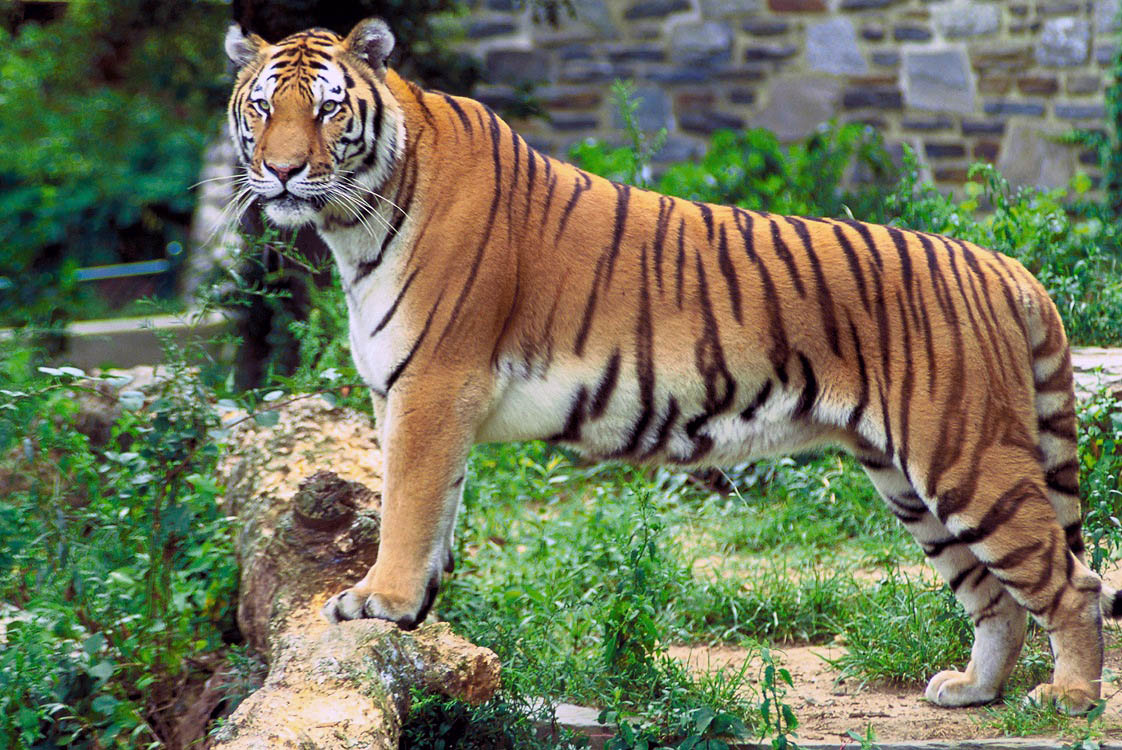
Project tiger vise à protéger le Tigre du Bengale (Panthera tigris tigris)

En 2007, il existait plus de 40 projets de tiger reserves couvrant une superficie de 37 761 km2. La population de tigres, en tant que superprédateur, est considérée comme un bon indicateur de stabilité de l'écosystème, aussi leur nombre témoigne de l'augmentation des populations de tous les autres animaux sauvages dans les zones concernées par ce projet.

## Histoire
Au début du XXe siècle, une estimation de la population donnait un chiffre de 40 000 spécimens. Le premier recensement précis a été effectué en 1972 et a révélé qu'il n'existait plus que seulement 1 827 tigres. Le projet a été lancé en 1973, et diverses réserves ont été créées. Les plans de gestion ont été élaborés pour chaque réserve sur la base des principes énoncés ci-dessous :
- Élimination de toutes les formes d'exploitation humaine et perturbation biologique dans les zones au cœur du dispositif et rationalisation des activités dans les zones périphériques.
- Restreindre la gestion de l'habitat aux dommages causés à l'écosystème par l'homme afin de rétablir l'écosystème à son état naturel.
- Suivi de la faune et de la flore, développement de la recherche.

Initialement en 1973-74, neuf réserves ont été créées dans différents États, en joignant les ressources disponibles entre l'État central et ceux des États composant l'Inde.
Ces neuf réserves couvraient une superficie d'environ 13 017 km2, et comptaient le Parc national de Manas (Assam), Palamau (Bihar), Similipal (Orissa), le Parc national Jim Corbett, Kanha (MP), Melghat (Maharashtra), Bandipur (Karnataka), Ranthambhore (Rajasthan) et Sundarbans (Bengale occidentale). La World Wide Fund for Nature (WWF) fournit une aide sous forme de matériel, d'expertise et d'ouvrage, d'une valeur de 1 million de dollars US. Fortement soutenu par le premier ministre Indira Gandhi, leur nombre est passé à 28 en 2008. Ainsi les 268 tigres sur les neuf premières réserves sont passés à plus de mille en 2006.
Des camps permettant des patrouilles ont été développés au sein des réserves et le braconnage a diminué considérablement. Des mesures préventives et de contrôle ont permis de diminuer les incendies. Des groupes de volontaires villageois ont été créés, particulièrement aux cœurs des réserves. Le bétail est contrôlé, des travaux permettant un meilleur rendement ont permis une moins grande dispersion des animaux et des humains.
Pour vérifier le travail sur le terrain, à la suite de certaines critiques, la National Tiger Conservation Authority est créée en décembre 2005. En 2008, cette dernière a précisément réévalué le nombre de tigres, estimé à 1 411 au lieu de 3 500 comme cela était évoqué dans les années 1990 . À la suite de quoi, le gouvernement indien a décidé d'investir 8 millions de USD dans une campagne de sensibilisation. Des gardes spécialisés et équipés devraient être déployés. Ils devraient être recrutés parmi les villages aux alentours des réserves comme c'est le cas dans Parc national de Periyar pour 50 % des gardes forestiers. En effet les villageois aident souvent les braconniers, n'ayant aucun intérêt dans la sauvegarde de l'espèce.
En avril 2023, à l'occasion des 50 ans de la création du Projet Tiger, le Premier ministre indien, Narendra Modi, indique que le nombre de tigres en Inde s'élevait désormais à 3167, précisant que près de 75 % de la population mondiale de tigres se trouvait dans le pays et que les réserves s’étendaient sur 75 000 km².

## Le volet recherche
Ce volet est destiné à identifier les facteurs limitants et à les atténuer par une gestion appropriée. Les dommages causés à l'habitat devaient être corrigés afin de faciliter le retour à un écosystème originel.

## L'administration
L'administration générale du projet est supervisée par un « Comité directeur » et gérée par un directeur qui coordonne les projets locaux. Un Field Director est nommé pour chaque réserve, assisté sur le terrain par le personnel technique.

## Controverse
Valmik Thapar, un naturaliste indien est connu pour ses critiques envers ce projet, notamment:
- Les chiffres de tigre sont gonflés afin de permettre aux fonctionnaires de garder leur emploi.
- Les tribunaux locaux rendent des décisions à l'encontre des intérêts du projet et des tigres.

Dans son documentaire "Der Pakt mit dem Panda", le journaliste allemand Wilfried Huismann (de) rapporte que les militants locaux considèrent ce projet comme absurde : que malgré son existence, le nombre de tigres continue de diminuer, et que la forêt serait détruite pour l'écotourisme du WWF. Wilfried Huismann note également qu'un million d'Indiens auraient été déplacés dans le cadre de ce projet lors de la réalisation de son documentaire.